# Also sprach Zarathustra

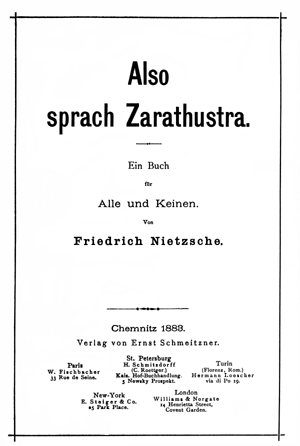
Titel der Erstausgabe des später so genannten „Ersten Teils“, 1883

Also sprach Zarathustra (Untertitel Ein Buch für Alle und Keinen, 1883–1885) ist ein dichterisch-philosophisches Werk des deutschen Philosophen Friedrich Nietzsche.

## Übersicht
Das Buch besteht aus vier Teilen. Der erste Teil erschien 1883, der zweite und dritte 1884, der vierte 1885 als Privatdruck. 1886 veröffentlichte Nietzsche die drei ersten Teile als „Also sprach Zarathustra. Ein Buch für Alle und Keinen. In drei Teilen.“ Im Gegensatz zu den frühen Werken Nietzsches handelt es sich beim Zarathustra nicht um ein Sachbuch. In hymnischer Prosa berichtet ein personaler Erzähler vom Wirken eines fiktiven Denkers, der den Namen des persischen Religionsstifters Zarathustra trägt.
Nietzsche selbst nennt den Stil, in dem Also sprach Zarathustra geschrieben ist, halkyonisch (seelisch vollkommen) und wünscht sich Leser, die eines „gleichen Pathos fähig und würdig sind“: „Man muss vor Allem den Ton, der aus diesem Munde kommt, diesen halkyonischen Ton richtig hören, um dem Sinn seiner Weisheit nicht erbarmungswürdig Unrecht zu tun“. Dass Nietzsche diese Leserschaft in seiner Gegenwart nicht gesehen hat, legt der Untertitel des Werkes nahe: „Ein Buch für Alle und Keinen“.

## Entstehung und Einreihung in Nietzsches Schriften

### Idee

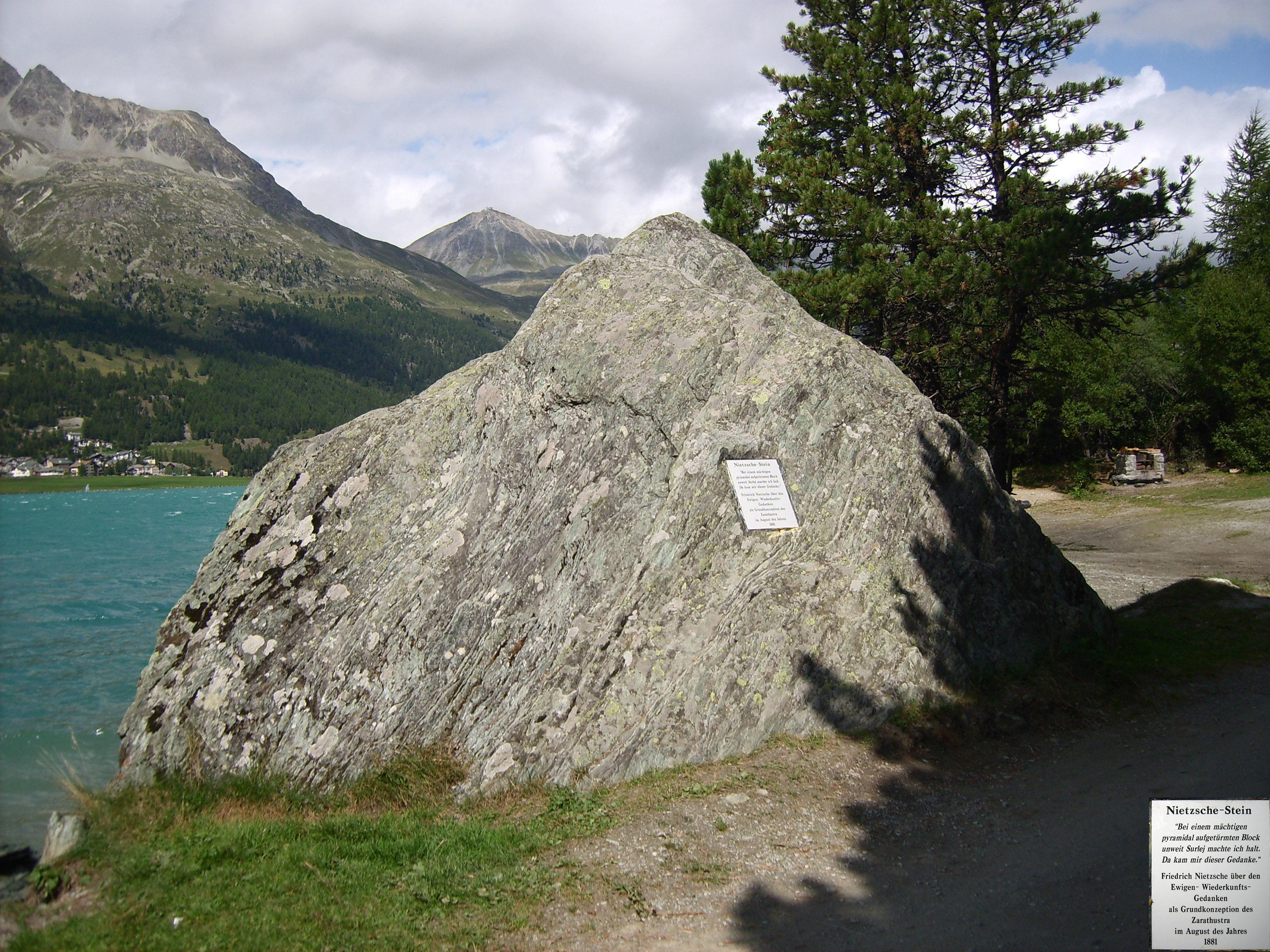
Zarathustra-Stein am Silvaplanersee (jener „pyramidal aufgethürmte Block“ der Blitz-Erkenntnis)

Erste Hinweise auf eine Beschäftigung mit der Gestalt Zarathustras finden sich in Aufzeichnungen Nietzsches zu Beginn seines Aufenthalts in Basel, aus den Jahren 1871 und 1872. In seiner Autobiographie Ecce homo beschreibt Nietzsche, wie ihn die Inspiration zum Konzept der Ewigen Wiederkunft während seines ersten Aufenthalts im Nietzsche-Haus in Sils Maria im Sommer 1881 überfiel:
„Die Grundconception des Werks, der Ewige-Wiederkunfts-Gedanke, diese höchste Formel der Bejahung, die überhaupt erreicht werden kann –, gehört in den August des Jahres 1881: er ist auf ein Blatt hingeworfen, mit der Unterschrift: ‚6000 Fuss jenseits von Mensch und Zeit.‘ Ich ging an jenem Tage am See von Silvaplana durch die Wälder; bei einem mächtigen pyramidal aufgethürmten Block unweit Surlei machte ich Halt. Da kam mir dieser Gedanke.“

### Entstehung, Erscheinen und spätere Umarbeitungen

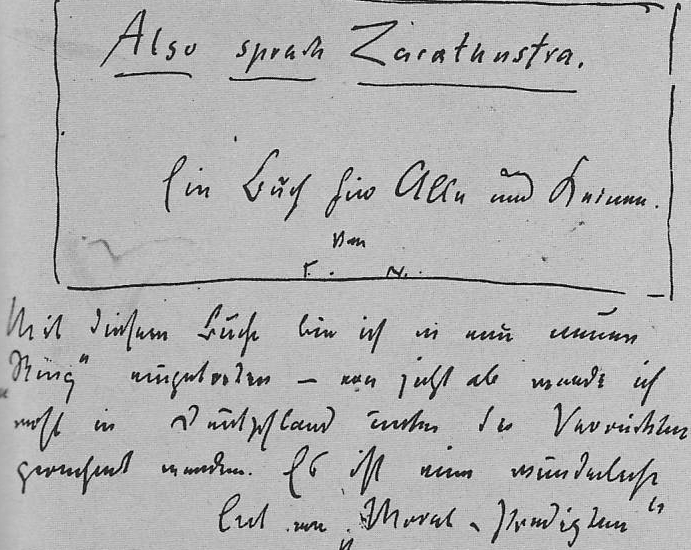
Ankündigung des neuen Buches im Brief an Heinrich Köselitz, 1. Februar 1883

Die vier Teile des Zarathustra sind im Zeitraum vom November 1882 bis Februar 1885 entstanden. Vorangegangen war die Lektüre von Carl Spittelers Dichtung Prometheus und Epimetheus. Die Dauer, die die einzelnen Bücher in Anspruch nahmen, unterschied sich aber ganz erheblich. Benötigte Nietzsche für den ersten Teil zwei Monate, für den zweiten und dritten nicht mal einen, so beschäftigte ihn der abschließende Teil den gesamten Herbst und Winter 1884/85.

### Stellung der Schrift in Nietzsches Werk
Im Zarathustra nimmt Nietzsche eine grundsätzliche sprach- und erkenntnistheoretische Reflexion auf seine eigene Philosophie vor, indem er die Möglichkeit untersucht, sein Philosophieren zu lehren und als Lehrdichtung zu verbreiten. Die gedankliche Grundbewegung des ganzen Werkes ist die eines Scheiterns im Lehren. Gerade aus diesem Scheitern werden wichtige Grundzüge von Nietzsches philosophischem Denken deutlicher erkennbar. Deshalb wird die Stellung des ‚Zarathustra‘ nur verständlich, wenn man sich zumindest den Kerngedanken von Nietzsches Philosophie vor Augen führt.
Fast alle Themen in dieser Philosophie lassen sich aus der Gegenüberstellung von Individualität und Allgemeinheit verstehen. Die Kritik der Moral etwa geht auf den Gedanken zurück, dass in einem ethischen Verständnis ungleiche Handlungen und Absichten gleichgemacht werden. Darin sieht Nietzsche eine Art von Gewalttat, die auf das Leben in Gesellschaft zurückgeführt werden kann, d. h. mit seinem Ausdruck: auf den Menschen als ‚Herdentier’. Auf der gleichen gedanklichen Grundlage wird der Staat im Zarathustra als diejenige Institution gedeutet, die den Menschen gleichmacht und seine Individualität bedroht (vgl. Erster Teil, 11. Rede). Ähnlich kann Nietzsches Kritik am ‚Geist der Rache‘ gedeutet werden: Voraussetzung der Rache ist, dass eine Tat und eine andere Tat als gleich aufgefasst werden, was sie in Wahrheit nicht sind (vgl. Zweiter Teil, Von den Taranteln). Aber das Problem von Individualität und Allgemeinheit findet Nietzsche auch im Erkennen und in der Wissenschaft. Es beginnt im Grunde schon beim Bilden von Begriffen, die viele eigentlich ungleiche Dinge, Eigenschaften oder Vorgänge unter einem Begriff zusammenfassen. Solche Begriffe werden in den Wissenschaften verwendet, die zu Erkenntnissen führen, in denen jenes Gleichmachen durch Begriffe deshalb aufbewahrt ist.
Für einen Denker mit einem solchen zentralen Gedanken muss die Vermittlung seiner eigenen Lehre notwendig zu einem Problem werden, denn dafür muss er selbst Begriffe verwenden und zu vielen Menschen auf die gleiche Weise sprechen, die er dadurch als ‚gleich‘ behandelt. Der Zarathustra ist das Buch, in dem sich Nietzsche mit diesem Problem beschäftigt. Am Anfang steht die Entscheidung des einsiedlerischen Protagonisten, seine Weisheit an die Menschen zu ‚verschenken und auszuteilen‘ (Zarathustras Vorrede, Nr. 1). Im weiteren Verlauf begegnet er mannigfaltigen Schwierigkeiten bei dem Versuch, seine Lehre mitzuteilen, denn er wird regelmäßig missverstanden. Diese Schwierigkeiten bestehen grundsätzlich darin, dass sein Denken als eine ‚Lehre‘ aufgefasst wird, die auf Begriffe gebracht und damit weitergegeben werden kann, zusätzliche Schwierigkeiten bereiteten seine metaphorischen Elemente, die es zu deuten gilt. Auf diesem ‚Lehrweg‘ nimmt Nietzsche-Zarathustra zahlreiche Themen aus seiner Philosophie auf beziehungsweise entwickelt neue, die alle in den Zusammenhang des Problems des Lehrens eines ‚nicht-gleichmachenden‘ Philosophierens gestellt werden. Am Schluss steht jedoch ein Scheitern des Lehrens, das verständlich wird, wenn man das Zentrum von Nietzsches Philosophie umfänglich verstanden hat. Der Lehrer Nietzsche-Zarathustra muss einsehen, dass er im Lehren ‚anders‘ verstanden wird als geplant, weil er mit ‚anderen‘ Menschen spricht, die als Individuen nicht gleichnamig gemacht werden können, und weil er gleichmachende Begriffe verwenden ‚muss‘, die insofern stets ‚unwahr‘ sind, weil sie das Individuelle als das Gleiche behandeln.

## Aus den Reden Zarathustras
Nachdem er zehn Jahre als Einsiedler in den Bergen verbracht hat, versucht der mittlerweile vierzigjährige Zarathustra, seine Weisheit mit den Menschen zu teilen. Er predigt der Menge auf dem Marktplatz einer Stadt vom Übermenschen, erfährt aber von seinen Zuhörern nur Hohn und Spott. Von nun an meidet Zarathustra Ansammlungen von Menschen und begibt sich auf die Suche nach verwandten Geistern.

### Von den drei Verwandlungen
Der erste Teil wird mit einer der bekanntesten Reden Zarathustras eröffnet: In Von den drei Verwandlungen beschreibt Nietzsche (autobiografisch) drei wesentliche Stadien, die der menschliche Geist im Laufe des schweren Prozesses der Wahrheits- und Selbstfindung durchläuft.

„Drei Verwandlungen nenne ich euch des Geistes: wie der Geist zum Kamele wird, und zum Löwen das Kamel, und zum Kinde zuletzt der Löwe.“

Dabei handelt es sich um drei Bilder, die der Leser Nietzsches zunächst interpretieren muss. Die erste Verwandlung des Geistes ist das Kamel, das für den „demütigen Geist“ steht, der ehrfürchtig an Ideale glaubt und das Überlieferte geduldig trägt. Seine Werte sind Demut, Selbstverleugnung, Genügsamkeit, Folgsamkeit und Anpassungsfähigkeit, d. h. Fähigkeit zum Ertragen des Leidensdrucks:

„Was ist das Schwerste, ihr Helden? so fragt der tragsame Geist, dass ich es auf mich nehme und meiner Stärke froh werde. Ist es nicht das: sich erniedrigen, um seinem Hochmut wehe zu tun? Seine Torheit leuchten lassen, um seiner Weisheit zu spotten?“

Die zweite Verwandlung ist die des Kamels zum Löwen, dessen Ziele Macht durch eine erkämpfte hierarchische Ordnung, Freiheit im Sinne von Souveränität der Stärksten und Selbstbestimmung sind. Er lehnt sich darum gegen die ewigkeitsbeanspruchenden, abhängig machenden göttlichen Werte des „großen Drachen“, welcher „Du-sollst“ heißt (Symbol für die bestehende Moral), auf und symbolisiert das Zerbrechen dieses Glaubens, eröffnet die Zeit des freien Geistes, durchsteht den angerichteten Nihilismus, verstanden als Verfallenheit der Zeit:

„Freiheit sich schaffen und ein heiliges Nein auch vor der Pflicht: dazu, meine Brüder, bedarf es des Löwen. Recht sich nehmen zu neuen Werten – das ist das furchtbarste Nehmen für einen tragsamen und ehrfürchtigen Geist. Wahrlich, ein Rauben ist es ihm und eines raubenden Tieres Sache.“

Da der Löwe aber nicht konstruktiv, sondern nur destruktiv wirken kann, ist eine dritte Verwandlung nötig (zur Neuerschaffung der moralistischen Wertewelt). Das Kind steht für die Überwindung des Nihilismus, einen Neubeginn in ursprünglicher Unschuld – der Mensch wird so zum Schaffenden, nachdem die alten Werte überwunden, d. h. abgelegt, sind und unschuldig ‚Ja-sagt‘ zum Leben, zur Zeit einer neuen Gläubigkeit:

„Unschuld ist das Kind und Vergessen, ein Neubeginnen, ein Spiel, ein aus sich rollendes Rad, eine erste Bewegung, ein heiliges Ja-sagen. Ja, zum Spiele des Schaffens, meine Brüder, bedarf es eines heiligen Ja-sagens: seinen Willen will nun der Geist, seine Welt gewinnt sich der Weltverlorene.“

Dahinter verbirgt sich dann schon Nietzsches Idee der ewigen Wiederkehr. Das Bild des Kindes als Ausgangs- und schließlich wieder Endpunkt der ewigen im großen Bogen verlaufenden Entwicklung des Individuums. Diese Vorstellung führt dann zum utopischen Übermenschen, der alle menschlichen Schwächen, bei Nietzsche bedeutet dies: Krankheiten und Abhängigkeiten, überwinden kann.

### Von alten und jungen Weiblein
Von alten und jungen Weiblein ist eine weitere Rede Zarathustras aus dem ersten Teil des Buches.
Beim abendlichen Spaziergang trifft Zarathustra ein altes Weiblein, welches von ihm verlangt, vom Weibe zu erzählen. Also sprach Zarathustra:

„Alles am Weibe ist ein Rätsel, und Alles am Weibe hat Eine Lösung: sie heisst Schwangerschaft. Der Mann ist für das Weib ein Mittel: der Zweck ist immer das Kind.“

„Ein Spielzeug sei das Weib, rein und fein, dem Edelsteine gleich, bestrahlt von den Tugenden einer Welt, welche noch nicht da ist. Der Strahl eines Sternes glänze in eurer Liebe! Eure Hoffnung heisse: ‚möge ich den Übermenschen gebären!‘“

Zum Schluss bekommt er vom alten Weiblein eine „kleine Wahrheit“ geschenkt:

„Du gehst zu Frauen? Vergiss die Peitsche nicht!“

Um die „kleine Wahrheit“ zu verstehen, muss zunächst interpretativ angenommen werden, was Zarathustra in seiner Rede über das Weib zum Ausdruck bringen wollte. Einen möglichen Schlüssel dazu liefert Nietzsche in Menschliches, Allzumenschliches:

„Aus der Zukunft der Ehe. – Jene edlen, freigesinnten Frauen, welche die Erziehung und Erhebung des weiblichen Geschlechtes sich zur Aufgabe stellen, sollen einen Gesichtspunkt nicht übersehen: die Ehe in ihrer höheren Auffassung gedacht, als Seelenfreundschaft zweier Menschen verschiedenen Geschlechts, also so, wie sie von der Zukunft erhofft wird, zum Zweck der Erzeugung und Erziehung einer neuen Generation geschlossen, – eine solche Ehe, welche das Sinnliche gleichsam nur als ein seltenes, gelegentliches Mittel für einen größeren Zweck gebraucht, bedarf wahrscheinlich, wie man besorgen muss, einer natürlichen Beihilfe, des Konkubinats; denn wenn aus Gründen der Gesundheit des Mannes das Eheweib auch zur alleinigen Befriedigung des geschlechtlichen Bedürfnisses dienen soll, so wird bei der Wahl einer Gattin schon ein falscher, den angedeuteten Zielen entgegengesetzter Gesichtspunkt maßgebend sein: die Erzielung der Nachkommenschaft wird zufällig, die glückliche Erziehung höchst unwahrscheinlich. Eine gute Gattin, welche Freundin, Gehilfin, Gebärerin, Mutter, Familienhaupt, Verwalterin sein soll, ja vielleicht abgesondert von dem Manne ihrem eigenen Geschäft und Amte vorzustehen hat, kann nicht zugleich Konkubine sein: es hieße im Allgemeinen zu viel von ihr verlangen.“

Nachdem man nun weiß, was die Zukunft von Ehe und Gattin sein soll, versteht man auch, was die „kleine Wahrheit“ des „alten Weibleins“ bedeutet. „Die Peitsche dient anscheinend dazu, die eigenen sinnlichen Begierden bei der Wahl und im Umgang mit einer Gattin im Zaume zu halten, damit sie nicht als entscheidender Gesichtspunkt vorherrschen, sondern dass die Hervorbringung des Übermenschen dabei im Mittelpunkt steht.“
Es bleibt die Frage zu klären, wer denn eigentlich das alte Weiblein ist, das Zarathustra rät, die „kleine Wahrheit“ einzuwickeln und „ihr den Mund“ zu halten, damit sie nicht „überlaut“ schreit und von allen missverstanden wird. Eine Antwort auf diese Frage findet sich in Die fröhliche Wissenschaft:

„‚Die Wahrheit‘ hieß dies alte Weib […].“

## Zentrale Themen
Aus Sicht Zarathustras waren vor Gott alle Menschen gleich. Mit dem Tod Gottes aber sind nur noch vor „dem Pöbel“ alle Menschen gleich. Darum ist der Tod Gottes eine Chance für den Übermenschen.
Zarathustra sieht in den Menschen ihre Brückenfunktion zum Übermenschen, er sei „ein Übergang und ein Untergang“: „Der Mensch ist etwas, was überwunden werden will.“ Der gegenwärtige Mensch sei „ein Seil, geknüpft zwischen Tier und Übermensch“, das Seil über dem Abgrund, in den er stürzen kann. Der Weg des Menschen führt nicht zu einem Gott, denn der ist tot – weil der Mensch ihn getötet hat –, sondern zum Übermenschen. Das Kennzeichen des „höheren Menschen“ ist seine Selbstüberwindung. Seine Bestimmung sei es, über sich hinaus zu drängen, ein Wesenszug allen Lebens, des Seins überhaupt. Die dazu nötige Anstrengung, die Züchtung und Bildung gleichermaßen ist, ist ein schöpferisches Bestreben, das nicht auf dem Marktplatz stattfindet, wo der Pöbel im Austausch der Waren nur tut, was dem persönlichen Vorteil dient. Der höhere Mensch ist vielmehr schöpferisch und selbstzweckhaft tätig, um der Vollendung der Dinge willen. Er wertet um, was den Menschen auf dem Marktplatz gleichgültig ist und unnütz scheint, darum steht er einsam gegen den Pöbel. Er ist ein Neuerer und damit ein Vernichter.
Als Bejaher des Lebens sind seine bevorzugten Ausdrucksformen die Leichtigkeit des Tanzes und das Lachen. „… Alle Lust will Ewigkeit.“ Die höchste Form der Lebensbejahung symbolisiert sich im „Ring der Wiederkunft“. Auch wenn die Welt keinem göttlichen Endzweck zustrebt, so findet der Übermensch in seinem schöpferischen Akt der Selbstvervollkommnung seine Selbstbestätigung, die ihn die „ewige Wiederkunft des Gleichen“ bejahen lässt, dass sein Leben so ist, wie es ist, selbst wenn es sich auf ewig wiederholen würde.
Sein ursprünglicher Antrieb in der „Umwertung aller Werte“, nach Höherem zu streben und Schöpfer zu sein, ist sein „Wille zur Macht“. Aufgrund dieses Schöpfungsprinzips entgeht die Welt auch ohne Gott ihrer Sinnlosigkeit und findet zu neuer Bedeutung.
Nietzsche formuliert – nach ursprünglicher Verehrung, nunmehr in der Distanzierung von Schopenhauers Schrift "Die Welt als Wille und Vorstellung", mit dessen pessimistischer Deutung des Willens als einer universalen irrational wirkenden Kraft – den Gedanken vom „Willen zur Macht“ als einer lebensbejahenden „dionysischen“ Schöpfungsenergie, die die Welt bewegt. Das schöpferische „Werden“ mündet nach Nietzsches Vorstellung entgegen der „christlichen Weltauffassung“ jedoch in keine endzeitliche Welterlösung, sondern vollzieht als beständig sich wiederholendes Spiel der Selbsterneuerung eine „Ewige Wiederkehr des Gleichen“, als „Ewig-sich-selber-Schaffens“, als „Ewig-sich-selber-Zerstörens“.
Die neuen Tugenden des „Übermenschen“ sind vor allem:
- das Schaffen, die Tat. Der Übermensch ist ein schaffender Mensch. Zum Schaffen gehört jedoch immer auch das Vernichten.
- Selbstliebe, die Knechtsein und Wehmut verhindert
- Liebe zum Leben und Vertrauen in die eigenen Fähigkeiten
- der Wille des Übermenschen, der sein einziger Handlungsmaßstab ist
- Mut, Härte und Kompromisslosigkeit in der Durchsetzung seiner Ziele

## Deutungen und Rezeption

### Motive der Rezeption

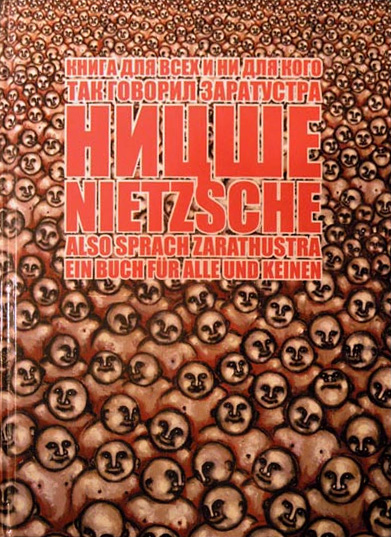
Russische Ausgabe, gestaltet von Lena Hades

Nietzsche selbst bezeichnete Also sprach Zarathustra als „das tiefste Buch, das die Menschheit besitzt“. In ihm finden sich wichtige Motive der Philosophie Nietzsches: der „Tod Gottes“, der schon in der Fröhlichen Wissenschaft verkündet wurde, sowie zum ersten Mal der „Übermensch“ und der „Wille zur Macht“. Nietzsche zufolge ist der Hauptgedanke des Zarathustra aber die Lehre der „ewigen Wiederkunft“, nach der alles Geschehen sich schon unendlich oft wiederholt hat und unendlich oft wiederholen wird.
Der Name Zarathustra für den Weisen wird von Nietzsche selbst damit erklärt, dass die gleichnamige historische Gestalt als erster die Moral als Unterteilung der Welt in Gut und Böse zum bestimmenden Prinzip gemacht habe; daher müsse Zarathustra auch der erste sein, der diesen Irrtum einsieht und sich nun „jenseits von Gut und Böse“ stellt. Diese Umkehrung bestehender Lehren spiegelt sich in Also sprach Zarathustra auch darin wider, dass u. a. Bibelstellen parodiert werden.
Auch schickte Nietzsche seinen Zarathustra gleich viermal in die Stadt „Bunte Kuh“ und bezieht sich damit auf Buddha (beziehungsweise das, was er von Buddha wusste), denn es war diese Stadt, in der Buddha eine seiner bekanntesten Reden hielt, die als Mahásatipatthána Sutta überliefert ist. Beispielsweise in „Von den Lehrstühlen der Tugend“ lässt Nietzsche seinen Zarathustra über Buddha (ohne ihn jedoch direkt zu benennen) sagen: „Seine Weisheit heisst: wachen, um gut zu schlafen.“ Hier ist die Mahásatipatthána Sutta selbst das Ziel des Spottes. Ihr Thema ist die Achtsamkeitsmeditation: Meditieren, um wachsam zu werden. In Umkehrung dieser Lehre vertauscht Zarathustra Methode und Übungsziel, ist aber dann doch nicht völlig ohne Sympathie für sie und fährt im gleichen Satz fort: „Und wahrlich, hätte das Leben keinen Sinn und müsste ich Unsinn wählen, so wäre auch mir diess der wählenswürdigste Unsinn.“ Aus der heutigen Sicht kritisiert Nietzsche jedoch nur die Haltung des ruhenden sich von der Welt abwendenden nach innen gerichteten Kontemplativen. Schon am Anfang des Werkes wird deutlich, dass Nietzsche in Anspielung an sein Werk Morgenröthe. Gedanken über die moralischen Vorurtheile sich und dem Leser als Antwort und Erweiterung darauf einen aktiven, sich den Menschen zuwendenden und seine Erfahrungen erlebenden und erleidenden Typ von Mensch vorstellt. Sein Scheitern, aber auch sein Versuch der Genesung und Hinwendung zu den Lebewesen wird ausdrücklich hingestellt als möglicher Bestandteil einer passionierten bejahenden Einstellung dem Leben gegenüber und sich entwickelnden Haltung zur Außenwelt.

### Rezeption

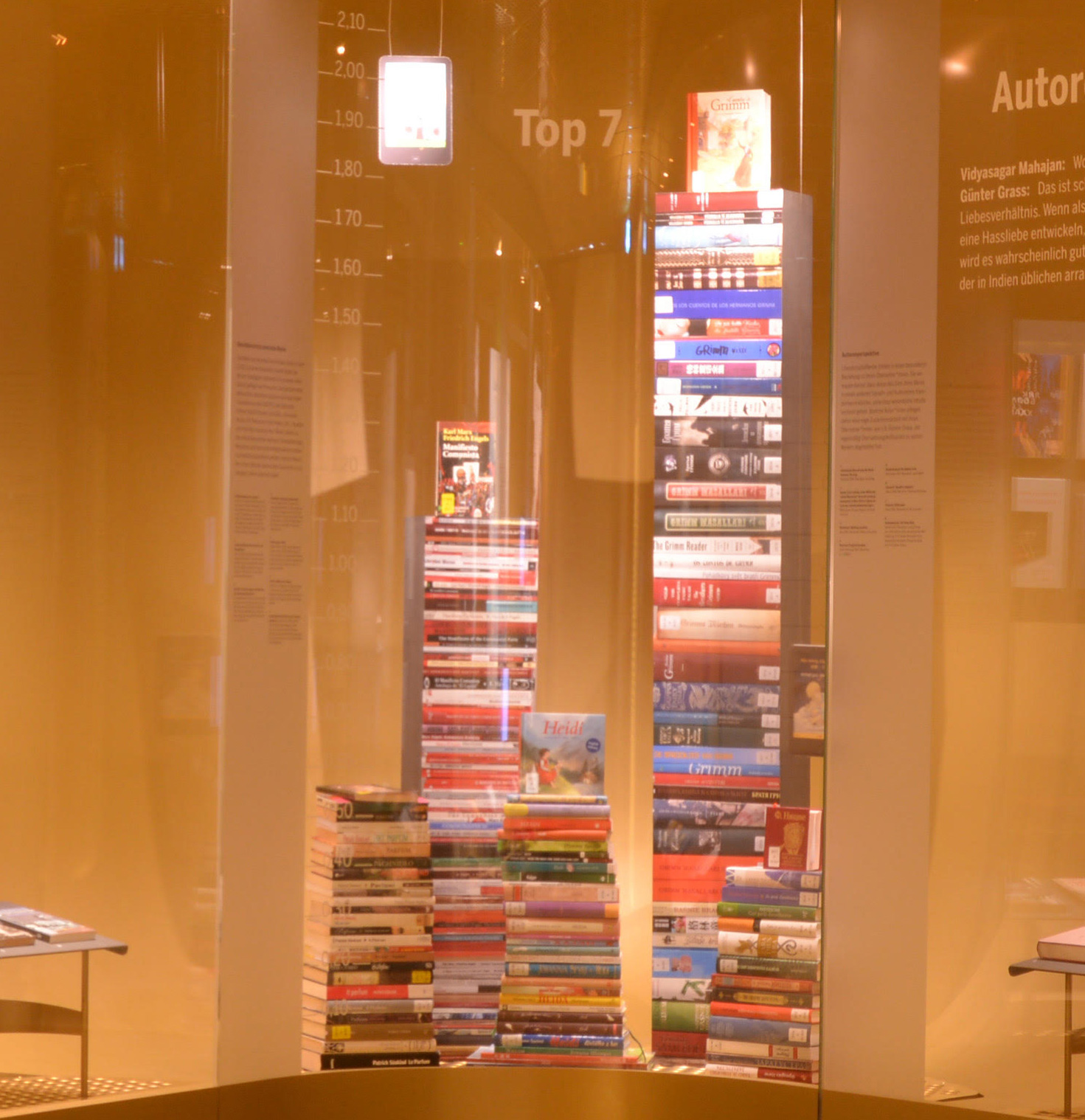
Top 7 der meistübersetzten deutschsprachigen Werke im Deutschen Buch- und Schriftmuseum; auf dem 7. Platz: Also sprach Zarathustra

Die Deutung des Werks war und ist jedoch immer stark umstritten. Nach Meinung eines der Herausgeber von Nietzsches Gesamtausgabe, Giorgio Colli, stellt das Werk doch weniger eine zusammenhängende Philosophie als vielmehr unmittelbare „subjektive Ergüsse“ eines Philosophen dar, der sich dichterischer und prophetischer Sprache bedient. Auch andere Interpreten betonen, dass das Werk kein philosophisches System oder eine Lehre im klassischen Sinne entwickelt, was aus dem zentralen Gedanken von Nietzsches Philosophie verständlich wird (vgl. oben). Der Existentialismus im weiteren Sinne hat jedoch viele Motive des Zarathustra aufgegriffen und ihn als eine Philosophie der Haltung der eigenen Existenz gegenüber interpretiert. Am deutlichsten finden sich Spuren bei Albert Camus, beispielsweise in seiner Rede anlässlich der Verleihung des Literaturnobelpreises und im Sinne eines eigenen Gegenentwurfes in seinem Essay Der Mythos des Sisyphos.
Nach einer anderen Interpretation steht der Mensch nach dem Tod Gottes und der Erkenntnis, dass alle bisherigen Werte (vernunftgebundene Wahrheit, Moral, Religion) zerbrochen und entlarvt, damit unglaubwürdig geworden sind, vor einer sinnlosen absurden Welt, dem Hereinbrechen des Nihilismus. Der Philosoph muss „neue Werte auf neue Tafeln schreiben“, postuliert Nietzsche, denn die größte Gefahr sei nun das Aufkommen des „letzten Menschen“, einer antriebslosen, glücklichen Herde, die nichts mehr erreichen will. Dagegen stünde der Übermensch, der ein neuer Sinn sein könne:

„Unheimlich ist das menschliche Dasein und immer noch ohne Sinn […]. Ich will die Menschen den Sinn ihres Seins lehren: welcher ist der Übermensch, der Blitz aus der dunklen Wolke Mensch.“

Der Übermensch entsteht nicht aus einem transzendentalen Glauben heraus, er entsteht ausschließlich vom Menschen selbst her. Den Übermenschen habe es bisher noch nie gegeben, selbst Zarathustra sei nur ein Vorläufer des Übermenschen. Zarathustra ist optimistisch, dass das „schaffende, wollende, wertende Ich“ kommen, „das Maß und der Wert der Dinge“ werden wird. Das „Leben“ exploriert zum Grundwert einer neuen Wertordnung, die aus dem „alten Menschen“ entstanden sein wird. Zum Leben schaffend ja zu sagen, sich den härtesten Proben und Problemen zu stellen, vertrauend auf die Unerschöpflichkeit der Opferbereitschaft – höchste Typen des Willens – führen in den tiefsten Ausdruck der Haltung des Übermenschen, die Liebe zum Schicksal, der amor fati.
Martin Heidegger forderte: „Wenn wir nun nicht denkerisch eine Frage entwickeln, die imstande ist, die Lehre von der ewigen Wiederkunft des Gleichen, die Lehre vom Willen zur Macht und diese beiden Lehren in ihrem innersten Zusammenhang einheitlich als Umwertung zu begreifen, und wenn wir nicht dazu übergehen, diese Grundfragestellung zugleich als eine im Gang der abendländischen Metaphysik notwendige zu fassen, dann werden wir die Philosophie Nietzsches niemals fassen, und wir begreifen nichts vom 20. Jahrhundert und den künftigen Jahrhunderten, wir begreifen nichts von dem, was unsere metaphysische Aufgabe ist.“ Für Heidegger liegt im Aufeinandertreffen der Prinzipien kein Widerspruch, freilich aber nur dann, wenn die alte griechische Grundfrage nach dem Sinn von Sein autolytisch behandelt würde, gleichsam in die Selbstauflösung hineingetrieben würde. Ausgehend davon, dass die gesamte abendländische Tradition in einer Sackgasse deshalb feststecke, weil die metaphysische Fragestellung nach dem Sein des Seienden den Weg dorthin geebnet habe, versteht Heidegger Nietzsche im Zusammenschluss der ewigen Wiederkunft und des Willens zur Macht so, dass sich durch die ewige Wiederkunft das Streben zur Macht als Wahn enthüllt, denn der Wille will nicht mehr etwas, er will nur noch sich selbst. Ausgeschlossen ist dabei, dass diese Umwertung die Rückkehr zur kosmologischen Denkweise der Griechen bewirke. Nach Hans-Georg Gadamer vollzieht sich letztlich Zarathustras Scheitern, die Tragödie des Lehrers Zarathustra. Zarathustra, der in der Parabel der Vorrede (Kamel, Löwe, Kind) das Ziel der Unschuld, der Unmittelbarkeit des Kindes proklamiert, stolpert auch im Lichte des deutschen Idealismus über „das Paradox der wiederhergestellten Unmittelbarkeit, der vermittelnden Unmittelbarkeit“ (Ding an sich). Soweit überhaupt Lösung, sieht er in der Erkenntnis Heideggers dessen tatsächliches Verdienst.
Nach Auffassung Karl Löwiths verenge Heideggers Interpretation den Blickwinkel. Heidegger folge dem Modell der Seinsgeschichte und verfehle Nietzsches Anliegen, die ewige Wiederkehr als „Urgesetz allen Seins“ zu verstehen. Er kritisiert, dass Heidegger auf Analysen verweist, die das Menschentum historisch betrachten. Der wird in einer bestimmten Epoche der Metaphysik verhaftet gesehen, sodass eine Würdigung Nietzsches als unzeitgemäßer Kritiker übrigbliebe. Löwith konzentrierte sich auf den Philosophen Nietzsche und hob den philosophischen Charakter der Lehre der Wiederkunft hervor. Über Heidegger hinausgehend betont er, dass in der Lehre der Versuch stecke, „den exzentrisch gewordenen Menschen in den ewigen Grundtext der Natur zurückzuübersetzen“, im nietzscheanischen Sinne „... als Urgesetz alles lebendigen Seins“, zeitungebunden. Löwith attestiert Nietzsche, dass es ihm möglich gewesen sei, die „Verwandlung des ‚Du sollst‘ in das moderne ‚Ich will‘“ zu vollziehen, kritisiert andererseits: „aber er hat nicht den entscheidenden Schritt von dem ‚Ich will‘ zu dem ernsten Spiel des Heraklitischen Weltenkindes vollbracht, welches ‚Unschuld‘ ist und ‚Vergessen‘, ein ‚Neubeginn‘ und ein ‚aus sich rollendes Rad‘“. Nach Gadamers Einschätzung sei Löwiths Einsicht die, dass die ewige Wiederkehr des Gleichen unvereinbar sei mit dem Willen zur Macht.
Andere Philosophen konzentrierten sich im Zusammenhang mit dem Zarathustra weniger auf den Philosophen Nietzsche, als mehr auf seine kulturgeschichtlichen Begleitumstände und Einlassungen auf Strömungen. Karl Joël brachte Nietzsches Zarathustra mit dem traditionellen Idealismus in der Romantik in Zusammenhang. Für Georg Simmel war Nietzsches Zarathustra eine fortgeführte Auseinandersetzung mit dem Pessimismus des Irrationalisten Arthur Schopenhauer, den er unbedingt überwinden wollte. Ludwig Klages untersuchte Nietzsche in einer seiner Kerndisziplinen psychologisch und konzediert, dass ihm erhebliche „psychologische Errungenschaften“ zuzugestehen sind. Der nationalsozialistisch geprägte Alfred Baeumler hob auf eine politische Dimension Nietzsches ab.
Für die Nietzscheforschung ebenfalls von Relevanz ist Emanuel Hirsch, der im Zarathustra eine religiöse Neuschöpfung mit atheistischen Voraussetzungen erblickt. Nietzsche, bestens vertraut mit dem Handwerkszeug des Alten wie Neuen Testaments, spiegle darüber seine eigene Prophetie und bilde seine Visionen nach, um sie zu verkünden. Hirsch sucht dabei nach einer möglichen Koinzidenz von Autor und literarischem Protagonisten. Zarathustra findet er als „verstecktes Selbstportrait“ des „verklärten Nietzsche“ vor, während Gadamer die Distanz gewahrt sieht. Als intime Kennerin Nietzsches, trennt auch Lou Andreas-Salomé deutlich zwischen Nietzsche als Person und Zarathustra. Ferdinand Tönnies sieht bei Nietzsche den Versuch als gescheitert, Kunst und Wissenschaft zu vereinen, mit dem Zarathustra habe sich Nietzsche keinen Gefallen getan, trotz zahlreicher leuchtender Geistesblitze, die das Werk aussendet.
Der koreanisch-amerikanische Philosoph T. K. Seung hält den Zarathustra für ein enigmatisches Werk, eine literarische Zuordnung zur Tragödie sei genauso möglich wie zur Komödie oder zu einer Sammlung von Reden beziehungsweise Aphorismen, letztlich sogar zur Parodie. Er selbst stufe Nietzsches langes Gedicht als Erzählung, als Epos ein und vergleicht das Werk mit Goethes Tragödie Faust; Epos deshalb, weil die Tragödie ein gutes Ende fände.
Serge Botet, der sich mit der Nietzscherezeption Heideggers beschäftigt hat, betont, dass Nietzsche die Philosophie des philosophischen Diskurses (in einem verborgenen Sinne) rückeingeführt habe.
Christian Niemeyer kommentiert den Zarathustra als ein „ästhetisches Gebilde“ und konnotiert die Schrift im selbsttherapeutischen Sinne mit der Lou-Affäre.

### Rezeption im Nationalsozialismus
Einige Textstellen, in denen Zarathustra den Starken das Recht zubilligt, sich zu nehmen, was sie wollen, und den „Überflüssigen“ den Tod wünscht, wurden immer wieder als sozialdarwinistisch interpretiert. Die Lehre vom „Übermenschen“ ist – vor allem im deutschsprachigen Raum – mit der vermeintlichen „Herrenrasse“ der Arier beziehungsweise als Gegensatz zum Begriff „Untermensch“ assoziiert worden. Als biologistisch verstandene „Überart“ wird er zu einem ideologischen Modell des Nationalsozialismus. 1934 wurde ein Exemplar im Grabgewölbe des Reichsehrenmals Tannenberg neben Hitlers Mein Kampf und Alfred Rosenbergs Der Mythus des 20. Jahrhunderts niedergelegt. Außerdem war für die in Nachbarschaft des Nietzsche-Archives in Weimar geplante Nietzsche-Gedächtnishalle ein Zarathustra-Denkmal vorgesehen.
Insbesondere der Nietzscheforscher Walter Kaufmann hingegen bestreitet, dass das Werk Nietzsches in besonderem Maße geeignet war, das Denken der Nationalsozialisten zu inspirieren, und verweist darauf, dass etwa Martin Buber den ersten Teil des Zarathustra ins Polnische übersetzt hat und auch andere Geistesgrößen wie Thomas Mann, Jean-Paul Sartre, Franz Kafka oder Albert Camus sich von Nietzsches Denken maßgeblich befruchten ließen. Um der herkömmlichen Auffassung entgegenzutreten, Nietzsche sei ein Protagonist nationalsozialistischer Ideen, zitiert Kaufmann in diesem Zusammenhang sogar den ersten Präsidenten des Staates Israel, Chaim Weizmann, aus einem Brief an seine spätere Frau: „Ich übersende dir Nietzsche: lerne ihn zu lesen und zu verstehen. Das ist das beste und feinste, was ich dir senden kann.“

## Vertonungen
- Der Komponist Richard Strauss schuf eine gleichnamige sinfonische Dichtung, die 1896 uraufgeführt wurde. Siehe: Also sprach Zarathustra (Strauss).
- Gustav Mahlers 3. Symphonie (Uraufführung 1902) verarbeitet im 4. Satz Zarathustras Nachtwandlerlied „O Mensch! Gib acht!“.
- Frederick Delius schuf die sog. Mass of Life (1904/05), eine gigantische symphonische Choralkantate.
- Von Heinz Schubert stammt ein Hymnus (1932) nach Zarathustra für Sopran, gemischten Chor, Orgel und Orchester.
- Die slowenische Band Laibach veröffentlichte 2017 ein Soundtrack-Album Also sprach Zarathustra, das sie zwecks einer Zarathustra-Theateraufführung aufgenommen hatte.